# Asus K50ID
ASUS K50 Series (ID) (читається як АСУС Ка П'ятдесят ай Ді серіас) - ноутбук серії К, розроблений ASUSTeK Computer Inc.. 
Ноутбук Asus K50ID-універсальний пристрій для роботи і мультимедійних розваг. Він має ергономічними пристроями введення, клавіатура оснащена нампад. На ньому буде комфортно дивитися відео-вам забезпечені якісне зображення і звук, до того ж, модель має повний набір необхідних портів. За технічним оснащенням ноутбук достатньо продуктивний і завдяки системі охолодження не нагрівається навіть при тривалій роботі.

## Набір разом із ноутбуком
- ноутбук (2300 г);
- 6-ти елементний акумулятор (305 г);
- адаптер живлення + мережевий шнур (473 г);
- комплект з двох дисків, що включає в себе дистрибутив Windows 7 HB (32/64-bit, RUS);
- драйвери і фірмове програмне забезпечення для Windows 7 (32/64-bit);
- диск Cyberlink Power2Go;
- керівництво користувача (RUS);
- гарантійний талон (1 рік на ноутбук і батарею);
- інструкція "Quick Installation Guide";
- реклама продукції компанії ASUSTeK.

| Операційна система        | DOS                                                                        |
| Процесор:                 | Intel Pentium Dual-Core T4500 2300МГц ядер: 2, L2 cache: 1МБ               |
| Чипсет:                   | NVIDIA MCP79                                                               |
| Оперативна пам'ять:       | 4Гб max: 8192МБ, слотів: 2, DDR3 1066 МГц                                  |
| Жорсткий диск:            | 320ГБ 5400об/хв                                                            |
| Привід:                   | DVDB±RW (DL) Вбудований                                                    |
| Дисплей:                  | 15.6\ \" WXGA+ 1366x768 LED Дзеркальний (Glare) TFT                        |
| Відеокарта:               | Дискретна NVIDIA GT320M 1GB VRAM                                           |
| Звук:                     | Realtek High-Definition Audio (ACL269), Вбудовані динаміки, Altec Lansing  |
| Порти введення-виведення: |                                                                            |
| Слоти розширення:         | Пристрій для читання флеш-карт SecureDigital, Memory Stick, MultiMediaCard |
| Мережева підсистема:      | 10/100/1000                                                                |
| Бездротові комунікації:   | Підтримка Wi-Fi, 802.11b/g/n, Bluetooth 2.0 (EDR)                          |
| Живлення:                 | Li-Ion 4400мАч 4.0ч                                                        |
| Вебкамера:                | Вебкамера 1.3Мпікс                                                         |
| Колір кришки:             | Чорний                                                                     |
| Фізичні дані:             | 2.6кг, 381x257x42                                                          |
| Клавіатура:               | Повнорозмірна цифрова клавіатура                                           |
| Корпус:                   | Пластик                                                                    |